# Richard Spurr
Pour les articles homonymes, voir Spurr.
 (janvier 2015).
Si vous disposez d'ouvrages ou d'articles de référence ou si vous connaissez des sites web de qualité traitant du thème abordé ici, merci de compléter l'article en donnant les références utiles à sa vérifiabilité et en les liant à la section « Notes et références ».
Richard Spurr (1800-1855) est un prêcheur laïque, ébéniste de profession, qui fut emprisonné du fait de ses activités au sein du Chartisme, un mouvement politique ouvrier qui se développa au Royaume-Uni au milieu du XIXe siècle.

## Enfance et jeunesse
Richard Spurr est le fils de Christopher Spurr et de Christian Richards ; il nait en 1800 à Truro, en Cornouailles. C'est là qu'il devient ébéniste et menuisier. Il se marie à l'âge de 21 ans, avec Ann Mary Babot, à Saint-Hélier sur l'île Anglo-Normande de Jersey.

## Activisme
Devenu un chef de file du mouvement chartiste en Cornouailles, il est arrêté par la police lors d'une conférence locale à Truro, en janvier 1840.
Libéré, il représente la ville de Londres à la première conférence nationale du mouvement chartiste de Manchester du 20 juillet 1840, une conférence qui vise à organiser le mouvement. Après plusieurs jours, les délégués votent pour fusionner toutes les instances locales en une seule association nationale chartiste de Grande-Bretagne.
En 1848, certains chartistes sont pourchassés, emprisonnés ou déportés et en 1850 , Richard Spurr préfère émigrer en Australie avec sa femme et ses enfants. Il décède en Australie en janvier 1855 à l'âge de 54 ans.